# Mercedes Fernández
María Mercedes Fernández González, apodada como Cherines en ciertos ámbitos (Gijón, 4 de agosto de 1960), es una política española. Fue senadora durante la XIV legislatura, presidenta del Partido Popular de Asturias y candidata a la presidencia de Asturias por ese mismo partido en las elecciones de 2012 y 2015.
Es licenciada en derecho y ha actuado como tutora en el centro asociado de la Universidad Nacional de Educación a Distancia en Gijón.

## Biografía
Casada, sin hijos, estudió en el Colegio del Santo Ángel de la Guarda de Cimadevilla y se licenció en Derecho por la Universidad de Oviedo y en Ciencias Políticas y Sociología por la Universidad Nacional de Educación a Distancia.

## Trayectoria política
Presidió el Partido Popular de Gijón (Asturias) entre 1989 y 2000.

### Concejala
Fue concejala del Ayuntamiento de Gijón entre 1983 y 1993. Regresó en 1995, retomando su función de portavoz municipal.

### Diputada
Fue diputada en Cortes Generales en las legislaturas V, VI, VII y X legislaturas.

### Candidata a la presidencia de Asturias
Fue cabeza de lista del Partido Popular por Asturias en las elecciones generales de España de 2011 siendo la lista más votada, ocupando así el cargo de diputada en el Congreso.  En 2012, Mercedes fue elegida candidata a la presidencia del Asturias por el Partido Popular en las elecciones del 25 de marzo de 2012, que fueron anticipadas debido a la disolución de la Junta General del Principado de Asturias anunciada por Francisco Álvarez-Cascos 8 meses después de salir su partido, Foro Asturias, ganador de las anteriores elecciones autonómicas. El PP se mantuvo en los 10 escaños que obtuvo en los comicios de 2011.
Mercedes Fernández lideró también al Partido Popular de Asturias en 2015, cuando obtuvo 11 escaños, manteniéndose cómo principal partido de la oposición.
En las elecciones de 2019, Fernández tenía la intención de liderar a los populares regionales por tercera vez consecutiva, sin embargo, la dirección nacional del PP apostó por Teresa Mallada, quedándose ella sin un puesto en las listas. Esta decisión desató un terremoto político en el Partido Popular de Asturias que enfrentó a varios sectores del partido públicamente.

### Senadora
En septiembre de 2019, con la intención de dar una solución en la crisis que atravesaba el partido en Asturias, dimitió cómo presidenta regional del PP. La decisión estaba consensuada con la dirección nacional del partido, que la situaría cómo cabeza de lista del PP al Senado por Asturias en la repetición de las elecciones generales en noviembre de 2019.
Tras un reñido recuento, Fernández resultó elegida senadora por Asturias, obteniendo tan sólo 266 votos más que su compañero de partido José Ramón García Cañal.

### Diputada
Fue la segunda en las listas del Partido Popular al Congreso de los Diputados por Asturias en las elecciones generales de 2023, en las que obtuvo escaño. Además, es la presidenta de la Comisión Parlamentaria de Políticas Integrales de la Discapacidad.

### Otros cargos
Fue delegada del Gobierno entre 2000 y 2004, y síndica de cuentas del Principado de Asturias.